# サッカーラエティア代表
サッカーラエティア代表（サッカーラエティアだいひょう、英語: Raetian national football team、ドイツ語: Fussballauswahl Raetia）は、ラエティアサッカー協会により編成されるラエティアのサッカーのナショナルチームである。ラエティア代表は、FIFA及び、UEFAに加盟していない。The Grisons（グリソン。イタチ亜科に属する哺乳類の動物。）の愛称で呼ばれる。
2011年にチームが結成され、NF-Boardに暫定会員として加盟した。同年12月4日にチャゴス諸島とロンドンで初めての試合を行った（1-6で大敗）。次戦のゴゾ島戦では、17点を取られる惨敗だった。
選手は、大半がスイスのクラブチームに所属している（一部ドイツやルーマニアのクラブチームに所属していた選手が選出された事がある）。2012年6月にイラク・クルディスタンで開催されたVIVAワールドカップに参戦した。タミル・イーラムに1-0で勝利したものの、CECAFAカップで1995年に優勝経験のある強豪・ザンジバルに0-6と大敗。グループリーグ敗退後に行われた5～8位決定戦の初戦で西サハラに0-3と敗れると、7位決定戦でグループリーグで勝った相手、タミル・イーラムに0-4と敗れ、8位で大会を終えた。

## 代表賛歌
ラエティア代表には、以下の歌詞で記される代表賛歌がある。
題名：「A Tgalaveina」。
Udis il clom en la vallada? 

Si, si vus umens dils cumins! 

La libertad el smanatschada, 

Igl inimitg ei sils confins. 

繰り返し: 

Fontana muoss'a nus la via atras

Ils flugs //dils battagliuns//.

Plitost la mort che sclaveria

Ei la parola dils Grischuns.

## ワールドカップの成績
| 開催年                             | 結果               | 試合               | 勝利               | 引分               | 敗戦               | 得点               | 失点               |
| VIVAワールドカップ                 | VIVAワールドカップ | VIVAワールドカップ | VIVAワールドカップ | VIVAワールドカップ | VIVAワールドカップ | VIVAワールドカップ | VIVAワールドカップ |
| ---------------------------------- | ------------------ | ------------------ | ------------------ | ------------------ | ------------------ | ------------------ | ------------------ |
| 2006                               | 予選敗退           | -                  | -                  | -                  | -                  | -                  | -                  |
| 2008                               | 予選敗退           | -                  | -                  | -                  | -                  | -                  | -                  |
| 2009                               | 予選敗退           | -                  | -                  | -                  | -                  | -                  | -                  |
| 2010                               | 予選敗退           | -                  | -                  | -                  | -                  | -                  | -                  |
| 2012                               | 8位                | 4                  | 1                  | 0                  | 3                  | 1                  | 13                 |
| ConIFAワールドフットボール・カップ |                    |                    |                    |                    |                    |                    |                    |
| 2014                               | 予選敗退           | -                  | -                  | -                  | -                  | -                  | -                  |
| 2016                               | 11位               | 4                  | 1                  | 0                  | 3                  | 4                  | 23                 |
| 合計                               | 2/7                | 8                  | 2                  | 0                  | 6                  | 5                  | 36                 |